# Nirsā
Nirsā är en ort i Indien.   Den ligger i distriktet Dhanbad och delstaten Jharkhand, i den östra delen av landet, 1 100 km sydost om huvudstaden New Delhi. Nirsā ligger 142 meter över havet och antalet invånare är 14 124.
Terrängen runt Nirsā är platt. Runt Nirsā är det mycket tätbefolkat, med 1 135 invånare per kvadratkilometer. Närmaste större samhälle är Kulti, 15,1 km öster om Nirsā. Trakten runt Nirsā består till största delen av jordbruksmark.